# Соколовський Василь Вадимович
Васи́ль Вади́мович Соколо́вський — молодший сержант Збройних сил України, учасник російсько-української війни.

## Життєпис
Закінчив Млинівську гуманітарну гімназію. Навчався в Рівненському державному гуманітарному університеті, але згодом покинув навчання та пішов служити десантником в аеромобільних військах. Після армії влаштувався на роботу в міліцію, пройшов навчання в школі міліції і до 2009 року Василь працював у «Беркуті», згодом у приватних охоронних структурах.
Мобілізований у серпні 2014-го, попросився у 80-ту бригаду, в якій колись служив. Головний сержант розвідувального взводу, брав участь у боях за Донецький аеропорт. Пробув в аеропорту з 5 до 21 січня 2015 року. Прийшлося витерпіти принизливий обшук на блокпосту терористів. Тримали оборону на другому поверсі терміналу, блокпосту «Позитив». Пережив газову атаку, однією рукою закриваючи дихальні органи, другою стріляючи. 18 січня з товаришами пробрався на 4-й поверх, аби закидати терористів, яких виявили на 3-му поверсі. 19 січня під час атаки терористів поранений. 20 січня після вибуху поверх завалився, Соколовського завалило по груди. Зверху на нього кинуло бійця, у якого після вибуху ноги трималися тільки в штанах, поранений просив дострелити. Через кілька хвилин він помер. Розшукав Вадима підлеглий «Зеник» і розкопав. На місці збору Соколовському у каску поцілив терорист з РПГ, проте стрілець тільки черконув і зніс пів каски. Уночі після евакуації найважчих вирішили вибиратися — із «Сєвєром» та Ігорем Брановицьким. Повзком пробралися через мінні поля і дісталися блокпоста.
У Вінниці в ногу вставили титанову пластину.

## Родина
Мама осліпла у 2010-х, батько помер у квітні 2015 року.

## Нагороди
За особисту мужність і високий професіоналізм, виявлені у захисті державного суверенітету та територіальної цілісності України, вірність військовій присязі, відзначений — нагороджений
- Орденом «За мужність» III ступеня (31.7.2015).